# Wieża Dalibora
Wieża Dalibora (Daliborka) – wieża w Pradze w Czechach, zbudowana w XV wieku przez niemieckiego architekta Benedykta Rieda. Znajduje się na końcu Złotej Uliczki na terenie Zamku Praskiego. 
Wieża zbudowana jako część fortyfikacji wzniesionych przez króla Władysława Jagiellończyka. Następnie przekształcona na więzienie. Pierwszym więźniem, od którego pochodzi nazwa wieży, był rycerz Dalibor z Kozojed, który został skazany ponieważ obronił zbuntowanych chłopów przed swoim panem. Według legendy w celu zabicia nudy Dalibor nauczył się grać na skrzypcach. Podobno nawet po jego śmierci można było usłyszeć rzewne dźwięki skrzypiec i zawodzenie dochodzące z wieży. Legenda ta zainspirowała czeskiego kompozytora Bedřicha Smetanę do napisania opery Dalibor.
W wieży znajduje się muzeum narzędzi tortur, które pochodzą z czasów od średniowiecza do końca XVIII w., kiedy w Czechach tortury zostały zakazane.